# Olbram ze Škvorce
Olbram ze Škvorce (en allemand: Olbram von Škvorec ou Wolfram von Škvorec ; en français: Wolfram de Skworecz), décédé le 1er mai 1402 à  Prague) est un ecclésiastique tchèque. Il fut 
archevêque de Prague de 1396 à 1402.

## Origine et carrière
Olbram est issu d'une famille patricienne de Prague, originaire d'Egra et anoblie : les « Olbramovici ». Son père était Olbram Menhart, juge à la nouvelle Ville de Prague depuis 1356 puis burgrave de Vyšehrad en 1373-1380. Sa mère Catherine était une sœur de l'archevêque de Prague Jan z Jenštejna. Après 1361, Olbram Menhart acquiert la seigneurie de Škvorec, il se titre en 1380  Olbram Menhart de Škvorec (tchèque Olbram Menhart ze Škvorce). Le frère d'Olbram, Paul (en tchèque : Pavel) est burgrave de Týn nad Vltavou depuis 1397. Son autre frère, Venceslas en tchèque : Vaclav), était au service du roi, lorsqu'il se retira en 1396. Il reçut une pension de 300 livres d'argent. Après la mort de leur père en 1388, les frères Olbram et Paul et Venceslas étaient copropriétaires de Škvorec.
Olbram est chanoine de Saint-Pierre et Saint-Paul de Vyšehrad. Il étudie les arts à l'Université de Prague, puis le droit à Bologne en Italie. Après son retour en Bohême en 1379, il est à l'initiative pontificale nommé chanoine de la cathédrale de Prague. En outre, son oncle Jan z Jenštejna lui octroie la doyenné du chapitre de Saint-Apollinaire dans la nouvelle ville. Le duc Jean, le plus jeune frère du roi Venceslas IV, le nomme chancelier de son duché de Görlitz. Jusqu'à la mort de Jean en 1396 Olbram est son plus proche confident.

## Archevêque de Prague
Lors de sa résignation, Jean de Jenstein propose son  neveu Olbram de Škvorec comme son successeur. Il avait sollicité l'autorisation du roi Venceslas et la nomination pontificale intervient le 31 janvier 1396 et la consécration épiscopale dans la cathédrale Saint-Guy de Prague le 2 juillet de la même année.
Comme archevêque, il organise plusieurs synodes diocésains. Soixante-cinq dossiers ont été conservés de son mandat. En 1398, il fait publier de nouveaux statuts pour la cathédrale de Prague et étend ces statuts au monastère de Raudnitz. qu'il rend ensuite obligatoires pour tous les futurs chanoines augustins de sa province ecclésiastique. La relation avec le roi demeure confiante. Lors des négociations avec le roi Charles VI de France en 1398, Olbram fait partie de l'entourage royal. Il sert également d'arbitre lors de la paix entre le parti royal et les nobles rebelles. Le 12 août 1401, il est encore utilisé par le roi Venceslas IV pour participer à un collège de trois corégents nobles de Bohême. Il ne peut exercer que peu de temps cette fonction, car il meurt peu après.
Il est inhumé dans la cathédrale Saint-Guy de Prague.